# História da Lapónia
O solo da Lapónia, com cerca de 2,5 mil milhões de anos de idade, e constituído basicamente de granito, foi coberto com inúmeras camadas de gelo durante a última era glaciar. O período mais gelado foi há cerca de 20 mil anos e o gelo começou a derreter há 10 mil anos. Cerca de mil anos mais tarde a Lapónia passou a ter neve apenas durante os meses de inverno. 
Os primeiros a habitarem a Lapónia fizeram-no há oito mil anos. Os "lapões" chegaram há quatro mil anos e com uma economia baseada na caça. Assim continuaram até ao século XVI quando se iniciou o pastoreio de renas. Foi nesta época que o Cristianismo chegou à Lapónia. A agricultura teve o seu início apenas no século XIX, e até ao início do século XX não havia estradas nesta região. O transporte era feito por renas no inverno e por barcos ou a cavalo no verão.